# Búcay (El Abra)
Búcay  es un municipio perteneciente a  la provincia de El Abra en la región administrativa de La Cordillera situada al norte de la República de Filipinas y de la isla de Luzón, en su interior. 

## Geografía
Tiene una extensión superficial de 126,03 km² y, según el censo del 2007, contaba con una población de 17 266 habitantes (17 126 el 1 de mayo de 2010)formando 3680 hogares.
Se encuentra a una altitud de 100 m s. n. m. (metros sobre el nivel del mar).

### Ubicación
| Noroeste: Bangued                            | Norte: Tayun | Noreste: Lagangilang |
| Oeste: Peñarrubia                            |              | Este: Licuan-Baay    |
| Suroeste: Bangued, San Isidro y Villaviciosa | Sur: Manabo  | Sureste: Sallapadam  |

## Barangayes
Búcay se divide administrativamente en 21 barangayes.
| Barangay              | Población (2007) | Población (2010) |
| --------------------- | ---------------- | ---------------- |
| Abang                 | 746              | 820              |
| Bangbangcag           | 1064             | 1088             |
| Bangcagan             | 557              | 616              |
| Banglolao             | 547              | 598              |
| Bugbog                | 689              | 698              |
| Calao                 | 669              | 721              |
| Dugong                | 1377             | 1532             |
| Labon                 | 579              | 632              |
| Layugan               | 927              | 1002             |
| Madalipay             | 304              | 369              |
| Pagala                | 1106             | 1262             |
| Palaquio              | 960              | 994              |
| Pakiling              | 664              | 708              |
| Patoc                 | 772              | 787              |
| Bucay Población Norte | 1140             | 1123             |
| Bucay Población Sur   | 746              | 579              |
| Quimloong             | 501              | 526              |
| Salnec                | 361              | 370              |
| San Miguel            | 688              | 653              |
| Siblong               | 897              | 972              |
| Tabiog                | 1139             | 1076             |

## Historia
A mediados del siglo XIX el capitán Ramón Tajonera explora las montañas de La Cordillera buscando una ruta para viajar de Ilocos a Cagayán.
La provincia de El Abra se creó por decreto del gobierno central de Manila con territorio segregado de Ilocos. Tajonera fue su primer gobernador y Búcay su primera capital.
A finales del siglo XIX, el poblado de Búcay  formaba parte del partido judicial de Bangued, provincia de Filipinas, Audiencia Territorial de Manila. Contaba con una población de 2517 habitantes.